# Juin 1803

## Événements
- 1er juin : bulle gravissimis causis adducimur modifiant l'organisation territoriale de l'Église catholique au Piémont après son annexion par la France[1].

- 5 juin : le tsar Alexandre Ier de Russie propose en vain sa médiation[2].

- 7 juin : le premier Traité de Fort Wayne est signé entre les États-Unis et plusieurs groupes d'Amérindiens. Il sera proclamé le 26 décembre 1803.

- 9 juin, Sydney : l’explorateur Matthew Flinders achève la première circumnavigation de l’Australie[3].

- 22 juin : victoire des États-Unis au second combat naval de Tripoli[4].

- 22 et 30 juin : le Royaume-Uni occupe les îles de Tobago et Sainte-Lucie, possessions françaises[5].

## Naissances
- 21 juin : Timothy Abbott Conrad (mort en 1877), paléontologue et géologue américain.

## Décès
- 5 juin : Pierre-François Bernier (né en 1779), astronome français.